# Val-de-Briey
Val-de-Briey – gmina we Francji, w regionie Grand Est, w departamencie Meurthe i Mozela. W 2013 roku liczba ludności wynosiła 8409 mieszkańców. 
Gmina została utworzona 1 stycznia 2017 roku z połączenia trzech ówczesnych gmin: Briey, Mance oraz Mancieulles. Siedzibą gminy została miejscowość Briey.